# 12-й истребительный авиационный полк (64-й авиационной дивизии)
12-й истребительный авиационный полк (12-й иап) — воинская часть Военно-воздушных сил (ВВС) Вооружённых Сил РККА, принимавшая участие в боевых действиях Великой Отечественной войны.

## Наименования полка
За весь период своего существования полк несколько раз менял своё наименование:
- 12-й истребительный авиационный полк
- 486-й истребительный авиационный полк
- 486-й истребительный орденом Суворова III степени авиационный полк
- 486-й истребительный орденов Суворова и Богдана Хмельницкого авиационный полк
- Полевая почта 49683

## Создание полка
| И-15 бис | И-153 | И-16 |

12-й истребительный авиационный полк формировался в период с мая по октябрь 1938 года в Киевском военном округе на аэродроме Кировоград на базе 16-й отдельной истребительной авиационной эскадрильи на самолётах И-16 и И-15 бис. Вошёл в состав 69-й истребительной авиационной бригады ВВС КВО.

## Переименование полка
12-й истребительный авиационный полк в составе ВВС 51-й армии 26 декабря 1941 года переименован в 486-й истребительный авиационный полк

## В действующей армии
В составе действующей армии:
- с 22 июня 1941 года по 26 декабря 1941 года

## Командиры полка
- капитан, майор Коробков Павел Терентьевич[3], 04.1940 — 04.1942

## В составе соединений и объединений
| Период        | Фронт (округ)              | армия      | корпус         | дивизия                                       | примечание                                        |
| ------------- | -------------------------- | ---------- | -------------- | --------------------------------------------- | ------------------------------------------------- |
| 05.1938 г.    | Киевский военный округ     | ВВС округа |                | 69-я истребительная авиационная бригада       | И-16, И-15 бис                                    |
| 17.09.1939 г. | Украинский фронт           | ВВС фронта |                | 69-я истребительная авиационная бригада       | Освобождение Западной Украины, И-16, И-15 бис     |
| 28.09.1939 г. | Киевский военный округ     | ВВС округа |                | 69-я истребительная авиационная бригада       | И-16, И-15 бис                                    |
| 28.06.1940 г. | Южный фронт                | 12-я армия | ВВС 12-й армии | 69-я истребительная авиационная бригада       | Освобождение Бессарабии, И-16, И-15 бис           |
| 14.07.1940 г. | Киевский военный округ     | ВВС округа |                | 69-я истребительная авиационная бригада       | аэродром Станислав, И-16, И-15 бис                |
| 14.07.1940 г. | Киевский военный округ     | ВВС округа |                | 15-я смешанная авиационная дивизия            | аэродром Станислав, И-16, И-15 бис                |
| 01.05.1941 г. | Киевский военный округ     | ВВС округа |                | 64-я истребительная авиационная дивизия       | аэродром Станислав, И-16, И-153                   |
| 22.06.1941 г. | Юго-Западный фронт         | ВВС фронта |                | 64-я истребительная авиационная дивизия       | аэродром Станислав, И-16, И-153                   |
| 09.10.1941 г. | Юго-Западный фронт         | ВВС фронта |                | 64-я истребительная авиационная дивизия       | Выведен в тыл на доукомплектование и переучивание |
| 09.10.1941 г. | Закавказский военный округ | ВВС округа |                | 11-й запасной истребительный авиационный полк | Ростов-на-Дону, переучивание на ЛаГГ-3            |
| 02.11.1941 г. | Закавказский военный округ | ВВС округа |                | 11-й запасной истребительный авиационный полк | Кировобад АзССР, переучивание на ЛаГГ-3           |
| 05.12.1941 г. | Крымский фронт             | ВВС фронта |                | 72-я истребительная авиационная дивизия       | ЛаГГ-3                                            |
| 26.12.1941 г. | Крымский фронт             | 51-я армия | ВВС 51-й армии | 72-я истребительная авиационная дивизия       | ЛаГГ-3, переименован в 486-й иап                  |

## Первая победа полка в воздушном бою
Первая известная воздушная победа полка в Отечественной войне одержана 22 июня 1941 года: младший лейтенант Бутелин Л. Г., пилотируя И-153, в воздушном бою в районе аэродрома Боушев таранным ударом сбил немецкий бомбардировщик Ju-88.

## Участие в операциях и битвах
- Освобождение Западной Украины — с 17 сентября 1939 года по 28 сентября 1939 года
- Освобождение Бессарабии (1940) — с 28 июня 1940 года по 09 июля 1940 года
- Великая Отечественная война (1941):
  - Приграничные сражения — с 22 июня 1941 года по 29 июня 1941 года.
  - Киевская операция — с 7 июля 1941 года по 26 сентября 1941 года.
  - Крымская оборонительная операция — с 4 ноября 1941 года по 16 ноября 1941 года.
  - Оборона Севастополя — с 4 ноября 1941 года по 26 декабря 1941 года.

## Статистика боевых действий
Всего за период боевых действий при Освобождении Западной Украины в 1939 году полком:
| Выполнено боевых вылетов | Сбито самолётов в воздухе (ВВС Польши) |
| ------------------------ | -------------------------------------- |
| н/д                      | 1                                      |

Всего за 1941 год Великой Отечественной войны полком:
| Выполнено боевых вылетов | Сбито самолётов в воздухе | Уничтожено самолётов всего |
| ------------------------ | ------------------------- | -------------------------- |
| 2607                     | 75                        | 97                         |

Свои потери:
| Потеряно самолётов, всего | Погибло лётчиков всего |
| ------------------------- | ---------------------- |
| 61                        | 10                     |

## Самолёты на вооружении
| Период      | Самолёты |
| ----------- | -------- |
| 1938 — 1941 | И-15 бис |
| 1938 — 1941 | И-16     |
| 1941 — 1941 | И-153    |
| 1942 — 1942 | ЛаГГ-3   |